# Dodge WC-51
Dodge WC-51 — американский армейский автомобиль повышенной проходимости времён Второй мировой войны, тяжёлый внедорожник. Выпускался фирмой Dodge с 1941 года.
Автомобили серии WC (от англ. Weapons Carrier — «носитель оружия») отличались простотой, технологичностью в производстве и высокой степенью унификации. С 1942 года в СССР было отправлено 24 902 единицы по договору ленд-лиза . В Красной Армии получил прозвище «Додж три четверти» из-за своей грузоподъёмности 750 кг (3/4 тонны).

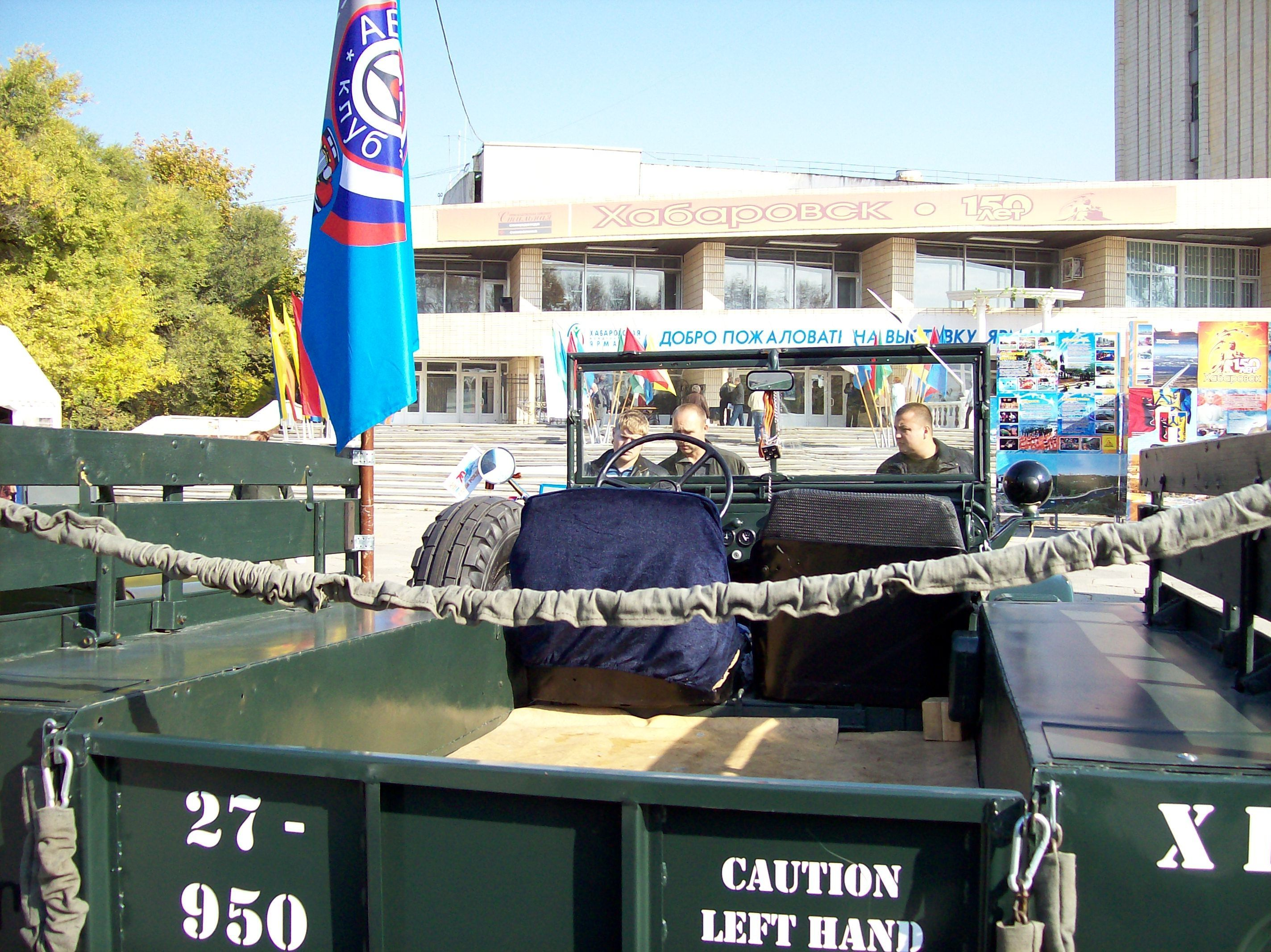
«Салон» автомобиля.

## Описание

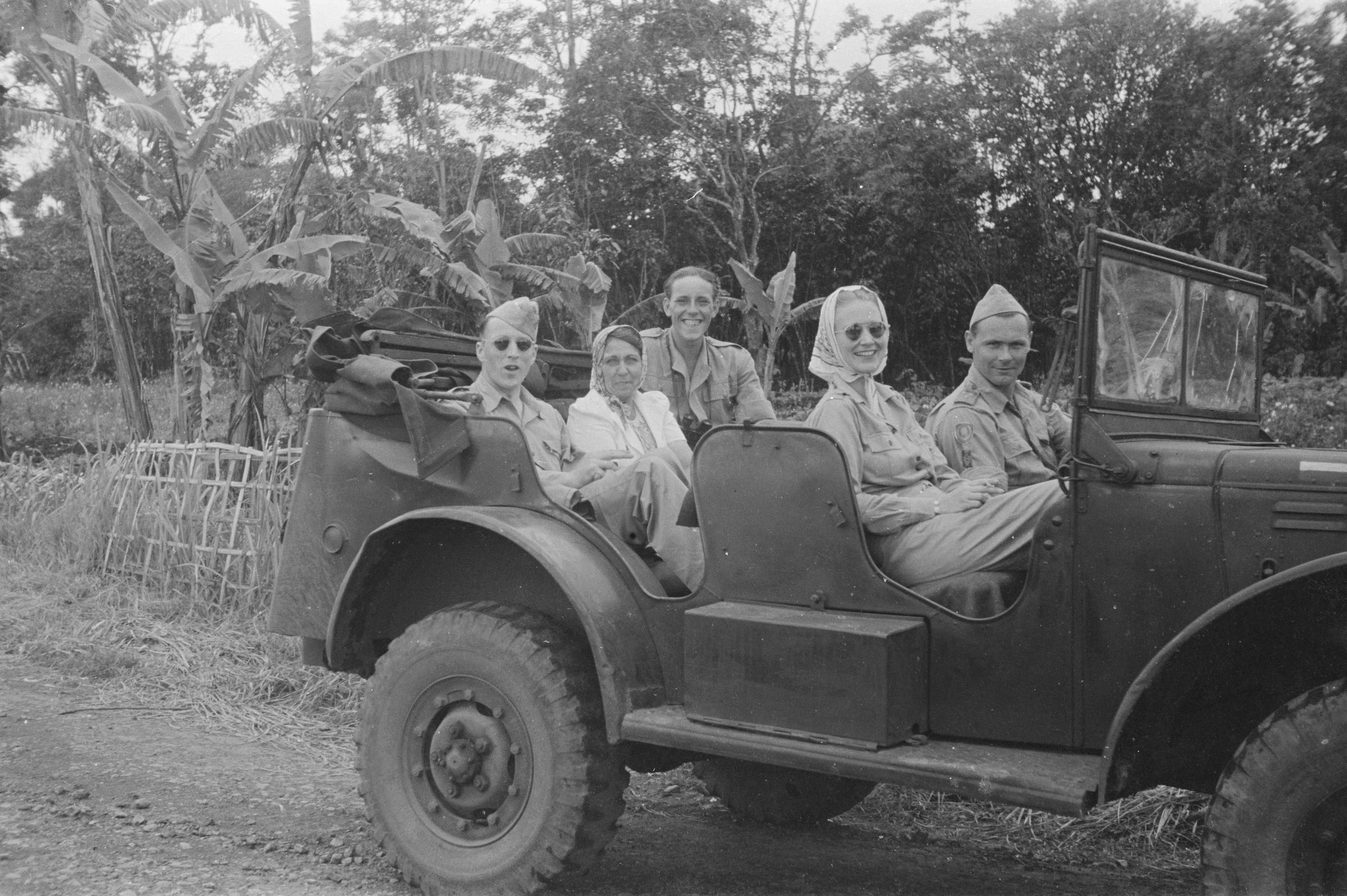
1947 год

По внутризаводской системе эти машины имели индекс Т214. Их прототипы были изготовлены в 1941 году, а серийное производство началось в начале следующего года. Базовой была модификация WC-51, вариант WC-52 отличался наличием лебёдки. В 1944 году производство наладили также на канадском филиале компании, где машины получили индекс Т236. На данных машинах устанавливался 3,9-литровый двигатель мощностью 92,5 л.с. местного производства.
Основные агрегаты унифицированы с грузовиками Dodge серии WF. Рама автомобиля — лонжеронная, с четырьмя поперечинами сложной формы. Кабина — открытая, двухместная. Ветровое стекло откидывается вперёд. Слева от кабины закреплено запасное колесо на поворотном кронштейне.
Кузов цельнометаллический, по бокам над колёсами — ящики для боеприпасов. На кузове установлены три дуги для тента. Пол кузова приспособлен для установки постамента под крупнокалиберный пулемёт или 37-мм пушку. Размер шин: 9,00-16.
До конца войны было изготовлено 255 193 автомобиля данной серии.
В 1943—1944 гг. на базе модификации WC-52 были построены опытные образцы низкопрофильных машин T225 и T226 с колёсной базой 2490 и 2540 мм соответственно.
Развитием серии Т214 стала серия 1,5-тонных трёхосных полноприводных машин Т223, включавшая лишь две модификации — WC-63 и WC-62, соответственно с лебёдкой и без неё. Эти машины отличались наличием 2-ступенчатой раздаточной коробки, а также увеличившимися массогабаритными характеристиками — колёсной базой 3700 мм, возросшими длиной и массой. Трёхосных машин было собрано 43 224 экземпляра.
После окончания войны фирма продолжала модернизацию машин данного семейства, в 1949 году начав выпуск семейства Т245 (военный индекс М37), которое представляло собой глубокую модернизацию предыдущей модели. Кроме того, с 1946 года выпускалась гражданская модификация модели WC-51/52 под названием Power Wagon с колёсной базой 3200 мм. Эта модель также использовалась военными в США, а также в странах Азии и Африки.

## Модификации серии WC
- WC-51 — открытая кабина
- WC-52 — WC-51 с лебёдкой
- WC-53 — штабная с закрытым кузовом (база 2896 мм)
- WC-54 — санитарная с закрытым кузовом
- WC-54М — санитарная с высоким закрытым кузовом фирмы Boyertown со сдвижной боковой дверью
- WC-55 — шасси для установки 37-мм пушки M3, спаренных зенитных пулемётов, либо установки Т62 для запуска противотанковых реактивных снарядов
- WC-56 — открытый пятиместный штабной автомобиль
- WC-57 — открытый пятиместный штабной автомобиль с лебёдкой
- WC-58 — открытый пятиместный штабной автомобиль с радиостанцией
- WC-59 — ремонтная мастерская (база 3073 мм)
- WC-60 — машина связи
- WC-62 — трёхосный вариант
- WC-63 — трёхосный вариант с лебёдкой
- WC-64 — модификация со съёмным авиатранспортабельным кузовом (1945 год)
- Power Wagon — гражданская модификация (1946 год).

## Боевое применение

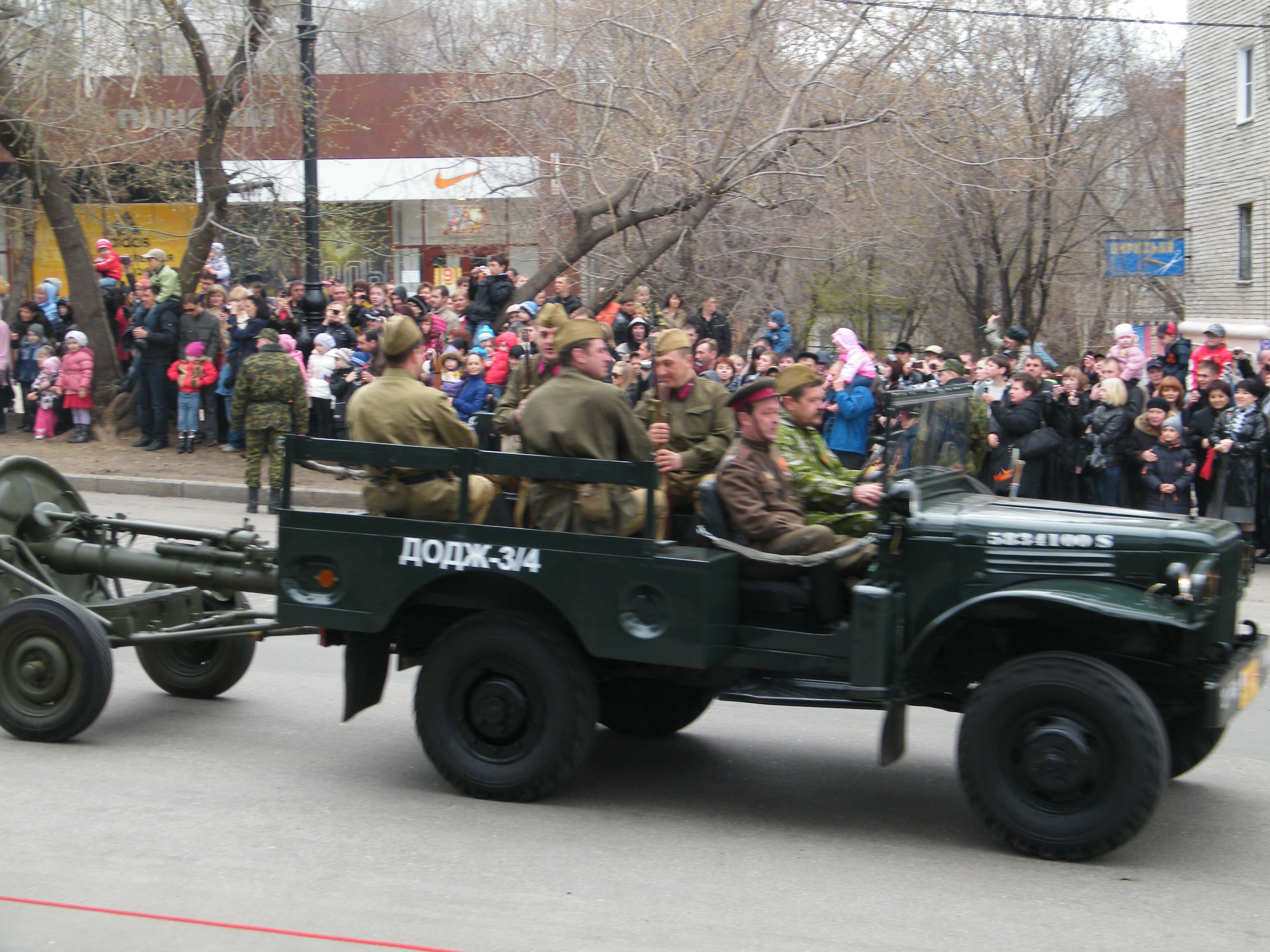
«Додж три четверти» буксирует миномёт.

В Красной Армии Dodge WC-51 применялся вначале как артиллерийский тягач дивизионных противотанковых пушек, но вскоре стали широко использоваться во всех родах войск. Они использовались в разведке, в сопровождении колонн и даже как личный транспорт.

## Где можно увидеть
- Россия — Музей отечественной военной истории в деревне Падиково Истринского района Московской области.
- Россия — Музей военной техники в Верхней Пышме.